# Giunse Ringo e… fu tempo di massacro
Giunse Ringo e… fu tempo di massacro ist ein im deutschen Sprachraum ohne Aufführung gebliebener Italowestern von Mario Pinzauti. Der 1970 veröffentlichte, aber in Teilen bereits 1966 gedrehte Film ist mit Jean Louis und Mickey Hargitay in den Hauptrollen besetzt.

## Handlung
Marshal Slim Farrel erreicht, sich als Revolverheld Ringo ausgebend, ein Städtchen an der mexikanisch-amerikanischen Grenze, um Nachforschungen zum Verschwinden seines Bruders anzustellen. Bald wird er vom reichen Großgrundbesitzer Don Juan angeheuert. Slim entdeckt, dass eine Reihe von Giftmorden geschahen, zu deren Opfern auch sein Bruder Mike gehörte. Seine Nachforschungen lassen ihn bald in zwei Frauen – Don Juans Tochter Pilar und deren geisteskranke Mutter die Urheberinnen der Untaten entdecken. Dann reitet Slim wieder davon.

## Kritik
„Technisch auf sehr bescheidenem Niveau, bietet der Film eine Mischung aus Western- und Horrorelementen“, schrieben Segnalazioni Cinematografiche. J.J. Depuich verglich den „sprunghaften Handlungsverlauf“ mit einem zwölfteiligen Serial aus dem Jahr 1915.